# Hoeryŏng
Hoeryŏng-shi (회령시; 會寧市) ist eine Stadt in der Provinz Hamgyŏng-pukto in Nordkorea. Sie besitzt 153.532 Einwohner (Stand 2008), davon lebten 72.332 in urbanen Regionen.

## Geschichte
Hoeryŏng war eine der sechs Garnisonen, die unter der Herrschaft von Sejong dem Großen von Joseon (1418–1450) gegründet wurden, um die Bevölkerung vor den potenziell feindlichen halbnomadischen Jurchen nördlich des Flusses Yalu zu schützen.
Anfang Mai 2007 besuchte der neu ernannte Premierminister Kim Yong-il Hoeryŏng. Damals brachte der Premierminister in seinem Zug einen Waggon aus Glas (hergestellt in Südkorea) und drei Waggons mit Zement mit. Nachdem er die Waren an das Volkskomitee von Hoeryŏng geliefert hatte, ordnete er an, dass die Stadt Hoeryŏng dekoriert und geschmückt werden sollte, da hier das Geburtshaus von Kim Jong-suk liegt.

## Wirtschaft
Die wichtigsten Industriezweige von Hoeryŏng sind Bergbaumaschinen und eine Papierfabrik. Das Gebiet enthält viele Bergwerke. Medienberichten zufolge verfügen die Einwohner von Hoeryong im Jahr 2017 für 3 bis 4 Stunden pro Tag über Strom.

## Arbeitslager
Bei Hoeryŏng befindet sich das Konzentrationslager Haengyŏng, welches 2002 ca. 50.000 Insassen gehabt haben soll. Es soll sich um ein Arbeits- bzw. Vernichtungslager halten. Es gibt Berichte, dass hier chemische Waffen an politischen Gefangenen getestet wurden. Das Lager soll über Gaskammern verfügen. 2012 gab es Berichte über die Schließung des Lagers. Daneben gibt es ein Umerziehungslager.

## Söhne und Töchter der Stadt
- Kim Jong-suk (1917–1949), Ehefrau von Kim Il-sung